# Liga Campionilor CONCACAF
Liga Campionilor CONCACAF este o competiție fotbalistică anuală inter-cluburi dedicată celor mai victorioase echipe din regiunea CONCACAF ce cuprinde federații și asociații de fotbal din America de Nord și Centrală. Câștigătoarea trofeului merge la Campionatul Mondial al Cluburilor FIFA. Până în 2008 competiția se numea Cupa Campionilor CONCACAF. 
Turneul a fost câștigat de 28 de cluburi diferite, 17 dintre ele câștigând de mai multe ori. Echipele mexicane au acumulat cel mai mare număr de victorii, 30 de titluri. Al doilea cel mai bun campionat este Primera División de Costa Rica cu șase titluri în total. Clubul mexican Cruz Azul este cel mai titrat din istoria turneului, câștigându-l de șase ori, el fiind nurmat de Club América cu cinci titluri și de CF Pachuca cu patru titluri. Singurele echipe care au reușit să își apere trofeul sunt Cruz Azul, Pachuca și Monterrey.

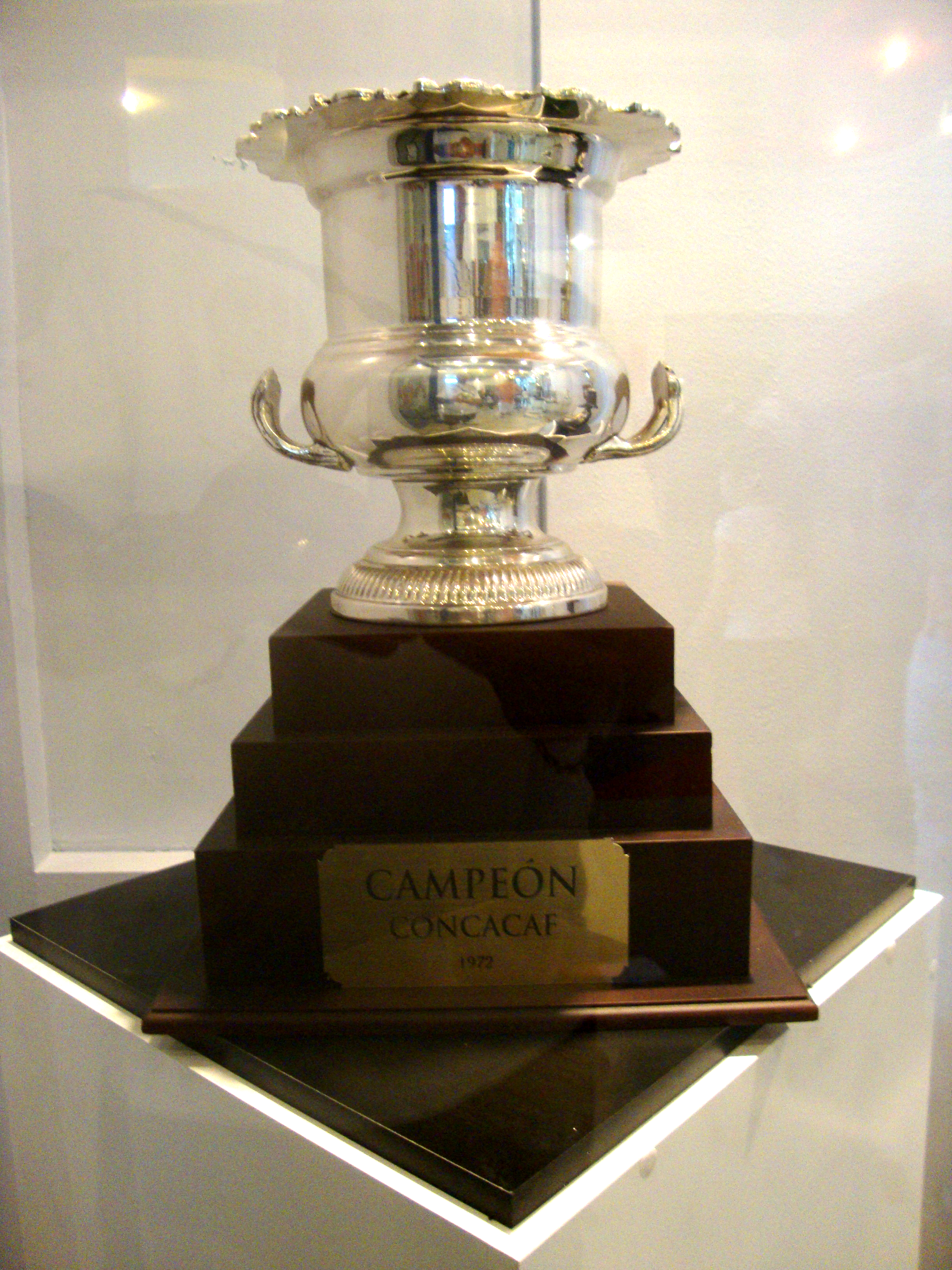
Trofeul Cupei Cmapionilor câștigat de CD Olimpia în 1972

## Istorie
Competiția a fost creată inițial pentru a se măsura cu turneul sud-american Copa Libertadores, o competiție organizată de CONMEBOL. Până în anul 2008, turneul a fost numit oficial „Cupa Campionilor CONCACAF”, dar era folosit simplu „Cupa Campionilor”. Turneul a avut diferite formate de-a lungul timpului. Din 1962 până în 1995, echipele participante în faza finală erau decise prin două grupe separate de calificare: una pentru Zona Caraibelor și una pentru America Centrală. Inițial, doar campioanele campionatelor din America de Nord au participat. În 1971, vice-campioanele din unele campionate au începe să i se alăture și astfel turneul s-a extins, încorporând runde noi și mai multe echipe. După crearea Major League Soccer, competiția era direct cu fază eliminatorie din 1997 până când formatul a fost schimbat în 2008.

### Era Cupei Campionilor (1962–2008)
Fostul format al competiției, cel cu fază eliminatorie, numit Cupa Campionilor, a fost jucat sub mai multe formate. Ultimul format, folosit din 2004 până în 2008, conținea opt echipe – patru din America de Nord (două din Mexic, două din Statele Unite), trei din America Centrală și una din Marea Caraibilor. Din 2005, campioana turneului a primit dreptul de a juca în Campionatul Mondial al Cluburilor FIFA, oferind cluburilor o inițiativă pentru un joc mai bun și mai mult interes din partea fanilor.

### Era Ligii Campionilor (2008–prezent)
Comitetul Executiv al CONCACAF la ședința lor din noiembrie 2006 a acceptat o propunere - refuzată inițial în 2003 de către șeful proiectelor speciale, Mel Brennan - de a transforma Cupa Campionilor CONCACAF într-un turneu mai mare de „Liga Campionilor”. Comitetul Executiv al CONCACAF a prezentat pe 24 noiembrie 2007 câteva detalii. Noul turneul de Liga Campionilro a început în august 2008 și s-a terminat în mai 2009. Formatul conținea inițial 24 de echipe, dar era contestat de unele cluburi pentru a reduce numărul la 16 echipe, împărțite în patru grupe fiecare cu câte patru echipe. După Faza Grupelor, competiția continuă cu organizarea sferturilor de finală.

## Calificări
Actualul format conține în total 24 de echipe:
| Din America de Nord: 4 cluburi din Mexic 4 cluburi din Statele Unite ale Americii 1 club din Canada Din Zona Caribilor: 3 cluburi via CFU Club Championship. | Din America Centrală: 3 cluburi din Costa Rica 2 cluburi din Honduras 2 cluburi din El Salvador 2 cluburi din Guatemala 2 cluburi din Panama 1 club din Nicaragua |

Cele patru echipe din Statele Unite ale Americii sunt: câștigătoarea Cupei MLS, câștigătoarea Cupei Lamar Hunt, câștigătoarea Supporters' Shield (echipa cu cel mai bun record din sezonul regulat) și cealaltă echipă cu cel mai bun record, dar din cealaltă conferință. Dacă o echipă se califică de mai multe ori și/sau o echipă canadiană ocupă unul sau mai multe locuri, atunci echipele americane necalificate până atunci cu cel mai bun record intră.
Echipa calificată din Canada este câștigătoarea Canadian Championship. Echipele canadiene nu se pot califica la Liga Campionilor CONCACAF prin  Major League Soccer, chiar dacă câștigă Cupa MLS sau Supporters' Shield. În schimb, cea mai bună din MLS 2014 a obținut singurul loc candian pentru sezonul 2015–2016 al Ligii Campionilor.

### Standarde
Dacă un club nu întocmește standardele de stadion, echipa trebuie să găsească unul bun în țara ei și dacă nu reușește riscă să fie înlocuită de altă echipă. Real Estelí FC din Nicaragua nu a reușit să găsească un stadion așa că a fost înlocuită de alte echipe în sezoanele 2009-2010 și  2010-2011. Estadio Independencia din Nicaragua a fost reabilitat de curând, incluzând înbunătățiri la nocturnă, iar acum clubul nicaraguan participă. Echipa calificată din Belize nu a reușit să indeplinească standardele și a fost înlocuită în fiecare sezon din 2009 până în prezent.

## Format
Nou pentru sezonul 2012-13, toate cele 24 de echipe au fost împărțite câte trei în opt grupe. Echipele americane și mexicane nu pot fi în aceeași urnă. Câștigătorea grupei se califică în sferturi, lucru diferit față de precedentele ediții.

## Finale
| Finala | Câștigătoare | Scor | Finalistă | Finala | Câștigătoare | Scor | Finalistă |
| ------ | ------------ | ---- | --------- | ------ | ------------ | ---- | --------- |

| 2023 | Club León    | 3 - 1 | Los Angeles    | 2024 | Pachuca      | 3 - 0 | Columbus      |
| 2021 | Monterrey    | 1 - 0 | Club América   | 2022 | Seattle      | 5 - 2 | Pumas         |
| 2019 | Monterrey    | 2 - 1 | Tigres         | 2020 | Tigres       | 2 - 1 | Los Angeles   |
| 2017 | Pachuca      | 2 - 1 | Tigres         | 2018 | Guadalajara  | 3 - 3 | Toronto       |
| 2015 | Club América | 5 - 3 | Montréal       | 2016 | Club América | 4 - 1 | Tigres        |
| 2013 | Monterrey    | 4 - 2 | Santos Laguna  | 2014 | Cruz Azul    | 1 - 1 | Toluca        |
| 2011 | Monterrey    | 3 - 2 | Real Salt Lake | 2012 | Monterrey    | 3 - 2 | Santos Laguna |
| 2009 | Atlante      | 2 - 0 | Cruz Azul      | 2010 | Pachuca      | 2 - 2 | Cruz Azul     |

| Finala | Câștigătoare | Scor | Finalistă | Finala | Câștigătoare | Scor | Finalistă |
| ------ | ------------ | ---- | --------- | ------ | ------------ | ---- | --------- |

| 2007 | Pachuca        | 2 - 2                                              | Guadalajara                                        | 2008                                     | Pachuca                                  | 3 - 2                                    | Saprissa                                 |
| 2005 | Saprissa       | 3 - 2                                              | Pumas                                              | 2006                                     | Club América                             | 2 - 1                                    | Toluca                                   |
| 2003 | Toluca         | 5 - 4                                              | Morelia                                            | 2004                                     | Alajuelense                              | 5 - 1                                    | Saprissa                                 |
| 2000 | LA Galaxy      | 3 - 2                                              | CD Olimpia                                         | 2002                                     | Pachuca                                  | 1 - 0                                    | Morelia                                  |
| 1998 | DC United      | 1 - 0                                              | Toluca                                             | 1999                                     | Necaxa                                   | 2 - 1                                    | Alajuelense                              |
| 1996 | Cruz Azul      | 7p - 5p                                            | Necaxa                                             | 1997                                     | Cruz Azul                                | 5 - 3                                    | LA Galaxy                                |
| 1994 | Cartaginés     | 3 - 2                                              | Atlante                                            | 1995                                     | Saprissa                                 | 7p - 6p                                  | Municipal                                |
| 1992 | Club América   | 1 - 0                                              | Alajuelense                                        | 1993                                     | Saprissa                                 | 4p - 4p                                  | Club León                                |
| 1990 | Club América   | 8 - 2                                              | Pinar del Río                                      | 1991                                     | Puebla                                   | 4 - 2                                    | Poliția FC                               |
| 1988 | CD Olimpia     | 4 - 0                                              | Defence Force                                      | 1989                                     | Pumas                                    | 4 - 2                                    | Pinar del Río                            |
| 1986 | Alajuelense    | 5 - 2                                              | Transvaal                                          | 1987                                     | Club América                             | 3 - 1                                    | Defence Force                            |
| 1984 | Violette       | Grupa finală nu s-a mai jucat                      | Grupa finală nu s-a mai jucat                      | 1985                                     | Defence Force                            | 2 - 1                                    | CD Olimpia                               |
| 1982 | Pumas          | 3 - 2                                              | Robinhood                                          | 1983                                     | Atlante                                  | 6 - 1                                    | Robinhood                                |
| 1980 | Pumas          | 4p - 1p                                            | U de Chile                                         | 1981                                     | Transvaal                                | 2 - 1                                    | Atlético Marte                           |
| 1978 | Comunicaciones | Defence                                            | Leones                                             | 1979                                     | CD Fas                                   | 8 - 2                                    | Jong Columbia                            |
| 1976 | CD Águila      | 8 - 3                                              | Robinhood                                          | 1977                                     | Club América                             | 2 - 1                                    | Robinhood                                |
| 1974 | Municipal      | 4 - 2                                              | Transvaal                                          | 1975                                     | Necaxa                                   | 5 - 1                                    | Transvaal                                |
| 1972 | CD Olimpia     | 1 - 0                                              | Robinhood                                          | 1973                                     | Transvaal                                | Saprissa s-a retras                      | Saprissa s-a retras                      |
| 1970 | Cruz Azul      | Celelalte două echipe s-au retras din grupa finală | Celelalte două echipe s-au retras din grupa finală | 1971                                     | Cruz Azul                                | 5 - 1                                    | Alajuelense                              |
| 1968 | Toluca         | Celelalte două echipe au fost descalificate        | Celelalte două echipe au fost descalificate        | 1969                                     | Cruz Azul                                | 1 - 0                                    | Comunicaciones                           |
| 1967 | Alianza FC     | 5 - 3                                              | Jong Columbia                                      | În 1964, 1965, 1966 turneul nu s-a ținut | În 1964, 1965, 1966 turneul nu s-a ținut | În 1964, 1965, 1966 turneul nu s-a ținut | În 1964, 1965, 1966 turneul nu s-a ținut |
| 1962 | Guadalajara    | 6 - 0                                              | Comunicaciones                                     | 1963                                     | Racing CH                                | Guadalajara s-a retras                   | Guadalajara s-a retras                   |

## Câștigători și Finaliști
| Mexic             |          |                                          |           |                              |
| Club              | Campioni | Anii în care au câștigat                 | Finaliști | Anii în care au pierdut      |
| ----------------- | -------- | ---------------------------------------- | --------- | ---------------------------- |
| Club América      | 7        | 1977, 1987, 1990, 1992, 2006, 2015, 2016 | 1         | 2021                         |
| Cruz Azul         | 6        | 1969, 1970, 1971, 1996, 1997, 2014       | 2         | 2009, 2010                   |
| Pachuca           | 6        | 2002, 2007, 2008, 2010, 2017, 2024       | -         |                              |
| Monterrey         | 5        | 2011, 2012, 2013, 2019, 2021             | -         |                              |
| Pumas             | 3        | 1980, 1982, 1989                         | 2         | 2005, 2022                   |
| Toluca            | 2        | 1968, 2003                               | 3         | 1998, 2006, 2014             |
| Guadalajara       | 2        | 1962, 2018                               | 2         | 1963, 2007                   |
| Necaxa            | 2        | 1975, 1999                               | 1         | 1996                         |
| Atlante           | 2        | 1983, 2009                               | 1         | 1994                         |
| Tigres            | 1        | 2020                                     | 3         | 2016, 2017, 2019             |
| Club León         | 1        | 2023                                     | 1         | 1993                         |
| Leones            | 1        | 1978                                     | -         |                              |
| Puebla            | 1        | 1991                                     | -         |                              |
| Morelia           | -        |                                          | 2         | 2002, 2003                   |
| Santos Laguna     | -        |                                          | 2         | 2012, 2013                   |
| Costa Rica        |          |                                          |           |                              |
| Saprissa          | 3        | 1993, 1995, 2005                         | 2         | 2004, 2008                   |
| Alajuelense       | 2        | 1986, 2004                               | 3         | 1971, 1992, 1999             |
| Cartaginés        | 1        | 1994                                     | -         |                              |
| Suriname          |          |                                          |           |                              |
| Transvaal         | 2        | 1973, 1981                               | 3         | 1974, 1975, 1986             |
| Robinhood         | -        |                                          | 5         | 1972, 1976, 1977, 1982, 1983 |
| Honduraș          |          |                                          |           |                              |
| CD Olimpia        | 2        | 1972, 1988                               | 2         | 1985, 2000                   |
| U de Chile        | -        |                                          | 1         | 1980                         |
| Trinidad & Tobago |          |                                          |           |                              |
| Defence Force     | 2        | 1978, 1985                               | 2         | 1987, 1988                   |
| Police FC         | -        |                                          | 1         | 1991                         |
| El Salvador       |          |                                          |           |                              |
| Alianza FC        | 1        | 1967                                     | -         |                              |
| CD Águila         | 1        | 1976                                     | -         |                              |
| CD FAS            | 1        | 1979                                     | -         |                              |
| Atlético Marte    | -        |                                          | 1         | 1981                         |
| Statele Unite     |          |                                          |           |                              |
| LA Galaxy         | 1        | 2000                                     | 1         | 1997                         |
| DC United         | 1        | 1998                                     | -         |                              |
| Seattle           | 1        | 2022                                     | -         |                              |
| Los Angeles       | -        |                                          | 2         | 2020, 2023                   |
| Real Salt Lake    | -        |                                          | 1         | 2011                         |
| Columbus          | -        |                                          | 1         | 2024                         |
| Guatemala         |          |                                          |           |                              |
| Comunicaciones    | 1        | 1978                                     | 2         | 1962, 1969                   |
| Municipal         | 1        | 1974                                     | 1         | 1995                         |
| Haiti             |          |                                          |           |                              |
| Racing CH         | 1        | 1963                                     | -         |                              |
| Violette          | 1        | 1984                                     | -         |                              |
| Curaçao           |          |                                          |           |                              |
| Jong Columbia     | -        |                                          | 2         | 1967, 1979                   |
| Cuba              |          |                                          |           |                              |
| Pinar del Río     | -        |                                          | 2         | 1989, 1990                   |
| Canada            |          |                                          |           |                              |
| Montréal          | -        |                                          | 1         | 2015                         |
| Toronto           | -        |                                          | 1         | 2018                         |

## Performanță după națiuni
| Națiune         | Campioană | Finalistă | Total |
| --------------- | --------- | --------- | ----- |
| Mexic           | 38        | 20        | 58    |
| Costa Rica      | 6         | 5         | 11    |
| Statele Unite   | 3         | 4         | 7     |
| El Salvador     | 3         | 1         | 4     |
| Surinam         | 2         | 8         | 10    |
| Guatemala       | 2         | 3         | 5     |
| Honduras        | 2         | 3         | 5     |
| Trinidad-Tobago | 2         | 3         | 5     |
| Haiti           | 2         | 0         | 2     |
| Canada          | 0         | 2         | 2     |
| Cuba            | 0         | 2         | 2     |
| Curaçao         | 0         | 2         | 2     |